# Tardisbrücke

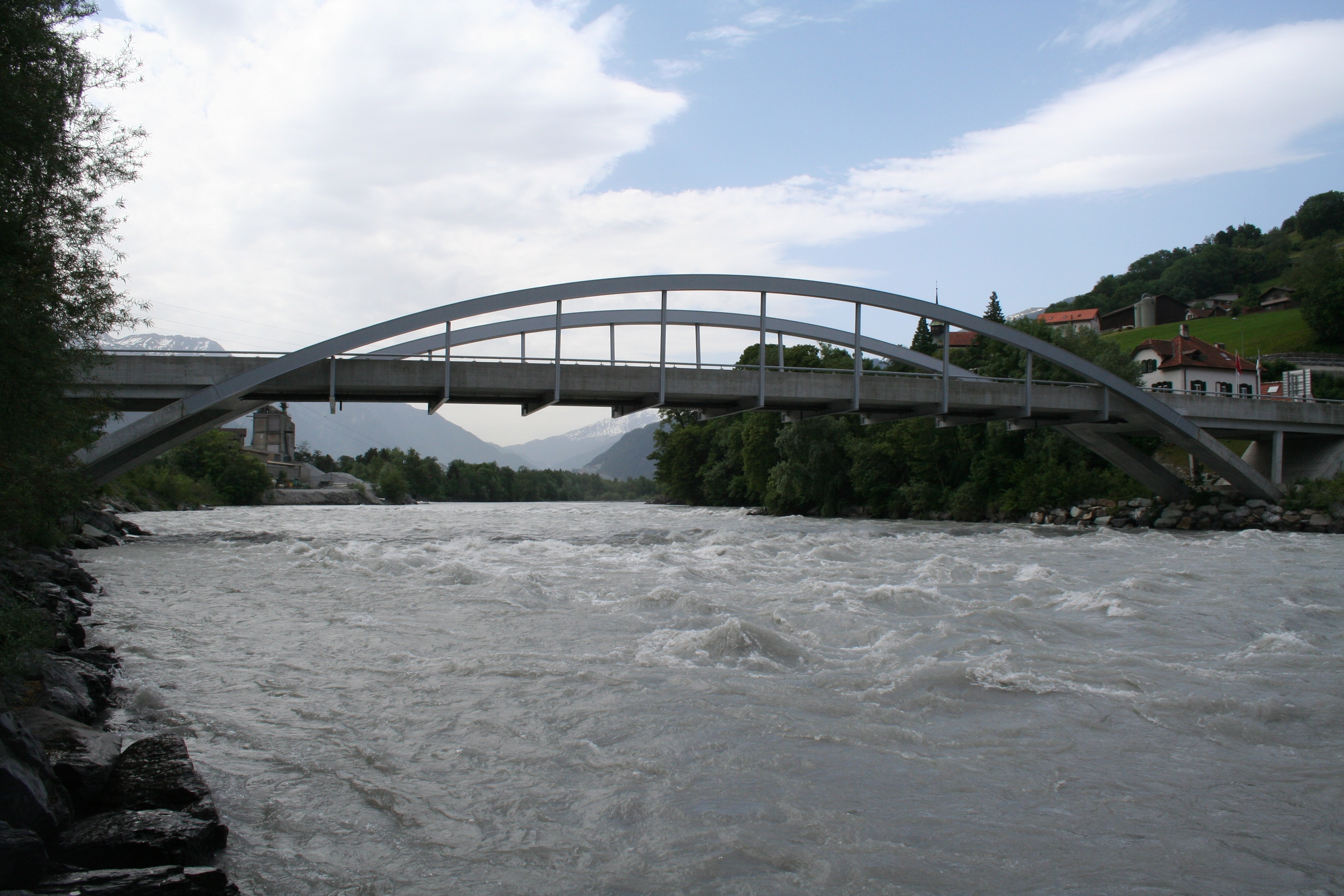
Tardisbrücke

Die Tardisbrücke ist eine Strassenbrücke im Schweizer Kanton Graubünden. Sie quert den Alpenrhein zwischen den Ortschaften Landquart und Mastrils.

## Beschreibung
Die rund 100 m lange und 11 m breite Bogenbrücke hat zwei Fahrbahnen und auf der Südseite einen breiten Geh- und Radweg. Ihre beiden flachen Bögen haben eine Spannweite von 85 m. Sie bestehen im Bereich unterhalb der Fahrbahn aus Stahlbeton, im mittleren Bereich oberhalb der Fahrbahn aus Stahl. Die Fahrbahnplatte aus Beton liegt auf Stahljochen, die von den Bögen abgehängt sind.

## Geschichte
Für die Wege von Graubünden nach Norden – zum Bodensee oder Richtung Zürich – stellten die verwilderten, erst im 19. Jahrhundert korrigierten Flüsse Rhein und Landquart ein Verkehrshindernis ersten Ranges dar. 1529 entstand an der Mündung der Landquart die Untere Zollbrücke über den Rhein, damals die einzige Rheinbrücke zwischen Reichenau und dem Bodensee, welche die bischöfliche Rheinquerung (Fähre oder Hilfsbrücke) bei Maienfeld ablöste.
Über das nach seinem Erbauer Metardus «Tardi» Heinzenberger aus Bad Ragaz Tardisbrücke genannte Bauwerk führte die einzige ganzjährig offene Verbindung zwischen den Drei Bünden und der Eidgenossenschaft. Entsprechend gross war die strategische Bedeutung während der Bündner Wirren und der Napoleonischen Feldzüge. Die alte hölzerne Jochbrücke wurde 1892 durch eine einspurige schweisseiserne Fachwerkbrücke mit einem gemauerten Mittelpfeiler ersetzt. Nach weit über 100 Jahren machten der gestiegene Verkehr und der Korrosionszustand der Eisenteile einen Neubau notwendig. Im Winter 2004 wurde sie daher durch die heutige Bogenbrücke ersetzt.

## Galerie

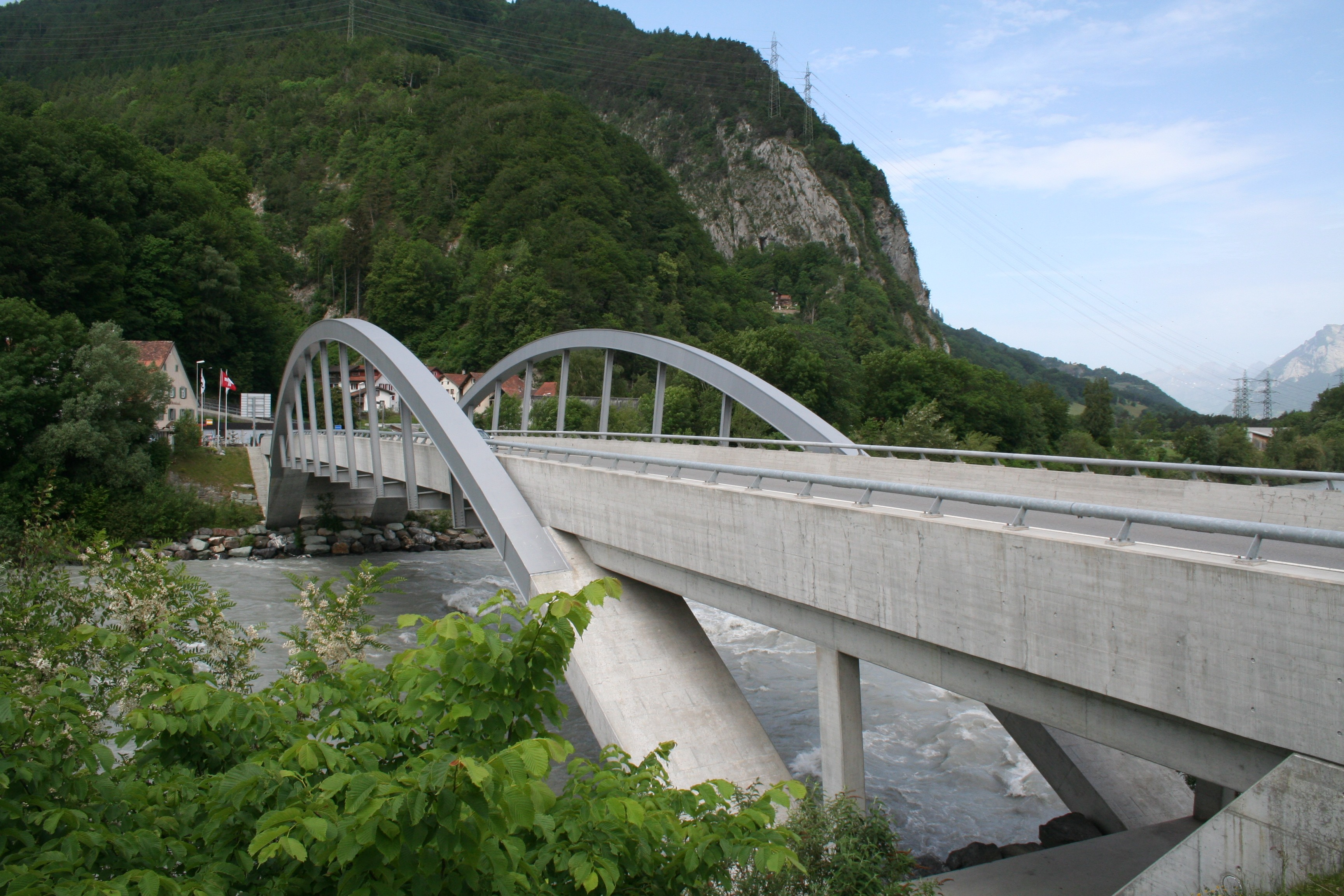
Richtung Mastrils
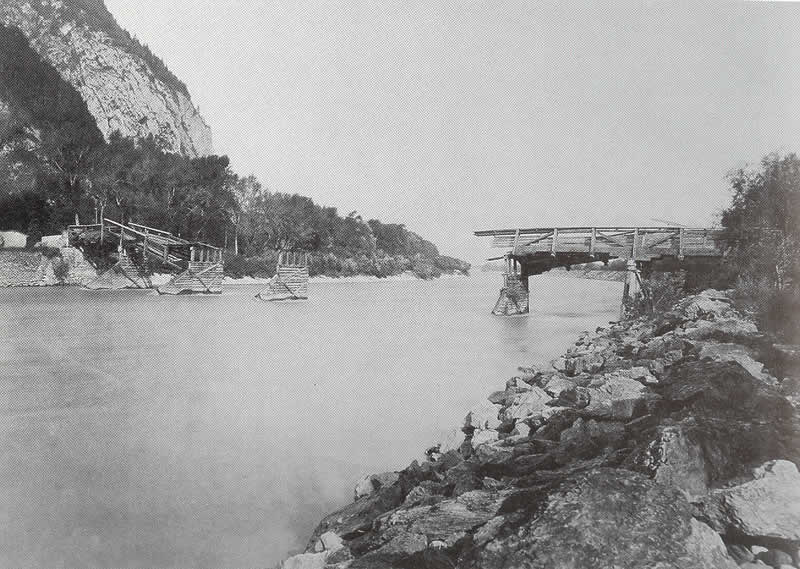
Nach Überschwemmung, 1888 Blick nach Norden